# Astragalus parodii
Astragalus parodii är en ärtväxtart som beskrevs av Ivan Murray Johnston. Astragalus parodii ingår i släktet vedlar, och familjen ärtväxter. Inga underarter finns listade i Catalogue of Life.